# سن-نارسیس، کبک
سَن-نارسیس  (به فرانسوی: Saint-Narcisse) قصبه‌ای در منطقه شهری له شنو ناحیه موریسی در استان کبک کانادا است. در سرشماری سال ۲۰۱۱ این قصبه ۱٬۸۵۱ نفر جمعیت داشته‌است و مساحت آن ۱۰۳٫۴۹ کیلومتر مربع است.